# 大槻ケンヂ
大槻 ケンヂ（おおつき けんぢ、1966年2月6日 - ）は、日本のロックミュージシャン、作家、シンガーソングライター、俳優。東京都中野区野方出身。身長178cm。血液型B型。有限会社オーケン企画所属。本名は大槻 賢二（おおつき けんじ）。愛称は「オーケン」。
インディーズ時代の芸名は「おーつきモヨコ」「大槻モヨコ」など。

## 来歴
- 少年時代漫画が好きで、中学の同級生の内田雄一郎と共に漫画家を目指していたが、（本人が「世界で一番好きなバンド」と語ったこともある[2]）キング・クリムゾンやピンク・フロイドら王道のプログレッシブ・ロック、YMOやヒカシューなど当時のニュー・ウェイヴ、遠藤賢司や頭脳警察、JAGATARA、ザ・スターリン、INUらの日本語詞のロック、パンク・ロックなどに影響を受け、次第に音楽の世界へと興味を持ち始める。また、プログレッシヴ・ロックに興味を抱いたのは、プロレスの影響によるものだと回想している。[3]
- 1979年、中学生時代に内田の誕生日会での余興の延長線上として、友人数人とバンド「ドテチンズ」を結成した。[4]
- 1982年2月、内田と共にロックバンド「筋肉少女帯」を結成（当時のバンド名は「筋肉少年少女隊」）[5]、大槻はボーカル・ベースに作詞を担当。ほぼ同時期、内田の高校の先輩であったケラ（現ケラリーノ・サンドロヴィッチ）がドテチンズの音源を聴いて面白がり、大槻と内田とケラの3人でカラオケユニット「空手バカボン」を結成、1983年にケラの主宰していたナゴムレコードから「インディーズ・デビュー」した。 1988年、トイズファクトリーからアルバム「仏陀L」を発表しメジャー・デビューした[6]。
- 1990年のアルバム「サーカス団パノラマ島へ帰る」、1994年の「レティクル座妄想」は、プログレに影響を受けたアルバムである。[7]
- 2000年に新しいバンド「特撮」を結成している。[8]
- ジョン・アンダーソン、エイドリアン・ブリュー、ピーター・ハミルらのヴォーカリストを高く評価している。[9]また、EL&Pの「ラブ・ビーチ」を、お笑いアルバム・ジャケットとして紹介した。[10]
- レコード会社を数社移籍しつつ、ソロ活動や「UNDERGROUND SEARCHLIE」「1980年代の筋肉少女帯」といったユニット活動の後、1999年に筋肉少女帯を脱退、新バンド「特撮」を結成した。[5] また、ソロ活動時に大槻のバックバンドを務めていた石塚BERA伯広（qyb、元筋肉少女帯、元SOFT BALLETサポート）や小畑ポンプ（すかんち）、佐藤研二（石窟寺院など、元マルコシアス・バンプ）と共にアングラロマンバンド「電車」を組んだ。
- 縁のあるミュージシャンやサブカル系のゲストを招いて新宿ロフトプラスワンにて行われるトークイベント「のほほん学校」は、1998年から定期的に行われている。[5]
- 筋肉少女帯脱退後、一部のメンバーとは一時疎遠な関係であったが、イベントなどを通じ「仲直り」し、2006年7月に復帰。12月に筋肉少女帯復活ライブを行った。
- 1990年代前半から筋肉少女帯として活躍する傍ら文筆活動も始めている。小説に『新興宗教オモイデ教』『グミ・チョコレート・パイン』[11]『ステーシー』などがある他、『オーケンののほほん日記』など多くのエッセイを著している。作家活動における文体は、昭和軽薄体を意識している[12]。
- 2007年、青春小説『グミ・チョコレート・パイン』が映画化された。[11]
- 2016年5月10日、声帯ポリープ切除手術を行い、退院したことを公表[13]。
- ニッポン放送の深夜番組の『オールナイトニッポン』のパーソナリティーを始めとして、テレビ番組など様々なメディアに登場した
- 2025年巳年、NHK 「Eテレ2355」「Eテレ 0655」の干支ソング「DAPPI」のボーカルを担当。

## 人物
- 東京都立田柄高等学校出身（1期生）、日本デザイナー学院中退、2浪し東京国際大学へ進学後中退。
- 父、母、兄の4人家族。父・大槻茂雄は早稲田大学専門部商科を卒業後、東京信用組合（現在の東京スター銀行）で理事を務めた[14][15][16]。母・大槻奎子は生命保険の元外交員[14]。兄はTVカメラマンの大槻慎一[17][15]。父方の伯父は松竹を経てフリーとなった映画監督の大槻義一[18][19]。特に両親は大槻のエッセイにも度々登場しており、時折面白おかしくエピソードが披瀝されている。大槻いわく父は「石橋を叩いても渡らない」几帳面な人間で、母は「イー加減」「アバウト」で大らかな人間だったという。筋肉少女帯が売れ出した頃、ライブに出かける際、母親に「ケンちゃんコロッケ揚げたてだから、食べていきなさい！」と呼び止められたり、父親からは仕事にあぶれても収入が得られるようにと賃貸アパート経営を勧められるなど、家人のおよそロックとはかけ離れた庶民臭さを嘆いている。
- アーティスト名の表記を「大槻ケンヂ」としたのはケンヂ（KENZI&THE TRIPS）を真似たものである。
- 1970年代から80年代にかけてヒットしたサブカル誌「ビックリハウス」の常連投稿者（ハウサー）だった。当時の年齢は13歳。「ビッグムーン大槻」というペンネームで、「ジャパベン合衆国」というコーナーでは外務大臣の地位を得ていた。
- 「気弱な文学青年」という自己形容の通り、普段は穏やかでユーモラスだが、議論の際にはストレートな物言いを見せる一面もある。伊集院光のラジオ番組にゲストとして出演した際、当時伊集院が心酔していた催眠術に対して生放送中に疑問を呈し、当時の深夜放送界での盟友であった伊集院と数年間の絶縁関係に陥った（後に伊集院とは和解している）。また、「オタク」という言葉が確立する以前、『オールナイトニッポン』のパーソナリティ時代に、今で言うところのアニメオタク達を「アニマー」と名付けて批評したところ、リスナーから反論が寄せられる一幕もあった。
- 1990年代のバンドブームの最中を第一線で過ごした人物として、バンドブーム時代の追っかけギャル達の生態やヴィジュアル系と言われるバンド群に関して、小説やエッセイ、対談などで多く言及している。また自分自身（筋肉少女帯）を「Xは光、筋少は影」などとしてヴィジュアル系の元祖であることも自書やエッセイでほのめかしている。
- 26歳頃に、タイで食べたオムレツに入っていたマジックマッシュルームがきっかけで心的外傷後ストレス障害に悩まされる[20]。森田療法による治療を受け、現在では克服したことを明かしている[21]。
- 快獣ブースカのぬいぐるみを我が子と称して多数所持しており、寝食を共にするほど。特撮ではブースカをモデルにした「文豪ボースカ」という曲を制作、ライブのMCにもボースカ（ブースカ人形）を参加させている。
- エッセイなどで臆面もなく「スケベー」と自認する。幼少時に水に濡れてスーツがテカテカになっていたウルトラセブンを観て性に目覚めたと語る。また、第39・40話「セブン暗殺計画」での夕日に照らされる十字架張りされたセブンに勃起したとも告白している[22]。バンド結成以前は女性との縁も皆無で交際のきっかけさえ掴めずポルノ雑誌やビニ本、アダルトビデオで性欲を処理、バンドを結成してインディーズで話題になるまで全くモテなかったと言う。また初体験の相手はデビューしてから彼を取り巻きはじめた『ナゴムギャル』（ナゴムレコードファンの女の子）で、女性の方から接近してきたと主張している。女性遍歴を自著やトークなどにおいて赤裸々に語っており、性経験を題材にしたエッセイ『愛の履歴書』や『バンドマンの恋人になる方法』を著している。また、大槻は童貞時代の性に対する執着と妄想も、熱心に語ってきた。
- 「物品販売も大事」と悟り、バンド活動と共に販売促進に勤しむ面もある。
- 容姿を何度か大きく変えており、筋肉少女帯のメジャーデビュー直後までは黒髪を逆立ててメガネを着用していたが[23]、アルバム『猫のテブクロ』の頃からはウェーブをかけた長髪を右へ流して後ろ髪は束ねることが多くなり、筋肉少女帯の活動休止と共に坊主頭にした。また、1988年の終わり頃から、デビルマンを真似たヒビ割れメイクをするようになり、以降の大槻のトレードマークになった[注 2]。
- 当Wikipediaの記載を大槻ケンヂ当人は不本意と考え、一切参考にしてほしくないと思っている[24]。
- 2021年のみうらじゅん賞を受賞した。みうらとはビックリハウスに投稿していた頃からの付き合いであり、とうに受賞しても良いはずであったが、本人が忘れていたため、だいぶ年数が経ってからの受賞となった。

## 趣味・影響・エピソード
サブカルチャーに関心があり、それらに関する多くの小説、エッセイの他に、曲の歌詞にも取り入れられている。
- 2013年8月には筋肉少女帯の大ファンであるプロレスラー入江茂弘の入場曲「タチムカウ-狂い咲く人間の証明-」のライブパフォーマンスを両国国技館で本人の入場に合わせて行った[25]。
- 特にUFOに関しては本人もマニアを自称するほど詳しく、一時期は心療内科の医師から「UFO禁止令」を出されたほどであったという。関連書籍も「百冊以上」読んできた識者とも言えるこだわりようだが、本人はUFOのみならず超常現象全体について「単純に「ある」「ない」だけで考えるのは馬鹿げている」「超常現象に関わった人々の人間ドラマ、その数奇さが面白い」という持論がある。
- 学生時代は昼食を抜いたり学校をサボったりして名画座や「黙壺子フィルムアーカイブ」に通い詰めたほどの映画好きであり、アート・シアター・ギルドやアメリカン・ニューシネマといった自身の作風ともリンクする陰鬱なものから、いわゆるB級映画やバカ映画までを幅広く見てきている。
- 特撮や漫画への愛着も深く、自身の創作においても特撮番組のテーマソングを歌ったり漫画を描いたりといった経験があるほか、エッセイでも言及が幾度もなされている。
- プロレスや古武道を中心とした格闘技ファンでもあり、興行や大会などに足を運ぶこともある。不安神経症を患ったことをきっかけに心身のリハビリとして[26]実際に極真会館（大山派。当時）で空手を習っていた時期もあるが、上達しなかったという。しかし、極真会館に在籍したままグローブ着用顔面殴打有りの新空手の試合にチャレンジするなどして、習い事としての格闘技のハードルを下げる活動を福昌堂の雑誌やムックで行った。
- 小学5年生から読書に目覚め、探偵小説やSFを読みふけって育った。この時から江戸川乱歩作品に精通しており、アルバム名や歌詞の中に作品のフレーズを多く引用している他、自らが乱歩に向けた手紙を歌詞の中に入れるなど、大の乱歩ファンとして知られている。自身のファンに向けて、乱歩の短編小説「二銭銅貨」で用いられた暗号を使用してメッセージを書いたことなどもある[27]。作家業においても、エッセイでは怪人二十面相と明智小五郎に、明智の妻・文代、小林少年といった、乱歩の代表作『少年探偵団シリーズ』の人物関係などの考察や、それを基にした短編小説を発表している。過去には『世界・ふしぎ発見!』の乱歩特集でミステリーハンターとして出演した他、近年ではNHKの江戸川乱歩作品考察番組への出演（2005年）や、同局『名作平積み大作戦』にてプレゼン（2006年）を行ったりしている。
- シャーロック・ホームズに没頭した時期もあり、ホームズが体得していた謎の東洋格闘技・バリツとは、当時のイギリスで教えられていた柔術を取り入れた護身術・バーティツなのではないかという仮説をエッセイ中で述べ、ホームズの子孫とモリアーティ教授の子孫がバリツを駆使して戦う短編小説の発表もしている。
- 他に文学関係では、中原中也や寺山修司などの影響も強く受けており、エッセイでは三島由紀夫、谷崎潤一郎、澁澤龍彦などの耽美的な作家にも言及している。特に中原に関しては、筋肉少女帯の「スラッシュ禅問答」「リルカの葬列」の歌詞の中に『サーカス』や『春日狂想』を引用したり、筋肉少女帯のアルバム『キラキラと輝くもの』に収録されている「サーチライト」では自ら「中也のパクリはもうやめたのかい?」と自虐的な表現として用いたことがある。
- 読書好きが嵩じて文筆業を始めた。小説においては星雲賞を二年連続で受賞、初の詩集に大塚英志が解説を寄稿、エッセイにおいては鹿島茂[28]、坪内祐三[29]、松岡正剛[30]の賛をうけるなど、文芸の分野でもある程度の評価を得ている。
- 『林檎もぎれビーム! 』という歌を作詞作曲歌唱しているものの、シャクシャクという咀嚼音が嫌いなので中学生の頃から林檎は食べられない[31]。
- 筒井康隆は自身の編纂したアンソロジー『人間みな病気』に「屋上」（『リンウッド・テラスの心霊フィルム』中の散文）を収録。後に同じく墜落死をテーマとした扱った短篇ホラー「二度死んだ少年の記録」（『最後の伝令』『驚愕の曠野（自選ホラー傑作集2）』所収）を発表している（作中冒頭で大槻についての言及があるほか、「ヒントは大槻くんからももらった」とも言っていた[32]）。
- アニメ『新世紀エヴァンゲリオン』のキャラクター・綾波レイのデザインは筋肉少女帯の「何処へでも行ける切手」の歌詞をイメージソースにしてデザインしたもの、とキャラクターデザインを担当した貞本義行がインタビューや自身が手がける漫画版『新世紀エヴァンゲリオン』の単行本2巻巻末で語っている。また、綾波レイの声・話し方のイメージは「福耳の子供」（『仏陀L』収録）のアウトロに収められた女性のモノローグを参考にした、と『スキゾ・エヴァンゲリオン』で本人がその影響を示唆する発言をしている。余談だが、当の漫画版2巻には綾波が単行本版『くるぐる使い』を読んでいるカットがある。
- ビジュアルノベルというジャンル名の由来にもなったアダルトゲーム『雫』では、シナリオ担当の髙橋龍也が大槻の処女小説『新興宗教オモイデ教』を脚本を考える際の下敷きにしたと発言している。
- 荒木飛呂彦の長編漫画作品『ジョジョの奇妙な冒険』第4部「ダイヤモンドは砕けない」には、筋肉少女帯の曲の歌詞からの引用や当時の大槻のルックスを参考にした敵キャラクター・音石明（スタンドはレッドホットチリペッパー）が登場している。小説雑誌「ジャンプノベル」第4号（1993年4月1日号）では、大槻と荒木の対談が実現している。
- 藤田和日郎の短編集「暁の歌」に収録されている「空に羽が…」では筋肉少女帯の「機械」から出典されており、内容も同曲を漫画にしたような内容になっている。藤田の代表作「うしおととら」が2015年にアニメ化された際に筋肉少女帯は主題歌を担当している。
- 漫画家との関わりが多く、比較的著名なところでは山田花子や和月伸宏、平野耕太、奥瀬サキ、新井理恵、私屋カヲル、大岩ケンヂなどが影響を公言している。また『グミ・チョコレート・パイン』（佐佐木勝彦・清水沢亮）や『くるぐる使い』（大橋薫）、『ステーシー』（長田ノオト）などがコミカライズされており、オリジナル原作の漫画では『女王様ナナカ』（西炯子画）がある。大槻自身が影響を受けた漫画家は楳図かずおで、『赤んぼ少女』を題材にした曲を作ったり、楳図がNHK「スタジオパークからこんにちは」に生出演した際は電話で楳図と対談した。この際に大槻は「最近の十代ってどう思います？」（当時は神戸連続児童殺傷事件の直後だった）と問い、楳図や大槻が作品で表現して来たグロテスクな世界が現実化しつつあるという懸念を共有した。
- 若手作家では滝本竜彦や遠藤徹、辻村深月などが影響を公言しており、また中沢健のデビュー作はグミ・チョコレート・パインにインスパイアを受けて書かれた童貞青春小説『初恋芸人』であった。大槻もその内容には感銘を受けて本の帯に推薦文を書いている。
- 影響を公言しているV系バンドえんそくのぶうとはお互いのトークイベントに招き合うなど親交があり、えんそくは筋肉少女帯カヴァーアルバム「僕の宗教へようこそ〜Welcome to my religion〜」をリリースしている。同作には最期の遠足のスピンオフにあたる内容となっている楽曲も収録されている。
- メジャーデビューの際、アポロンに『文化放送のレコード室にあるの全部ダビングしていいから』と口説かれたと語る[33]。
- 井上陽水と奥田民生を引き合わせた。井上から「君も含めて奥田とデーモン小暮を交えて飲みたい」と頼まれたことが始まり[34]。
- ミュージシャンとしての活動歴は長いが、スタジオの仕組みについては未だによくわかっていないことを2007年4月6日放送の『MUSIC JAPAN』第1回に筋肉少女帯で出演した際に自他共に認めた。橘高文彦がレコーディング作業をし、ボーカル録り以外完成していたとある曲[35]をインストゥルメンタルにすることを他のメンバーと同意していたところ、大槻が詩の朗読を入れたいと言い出した。当時のスタジオは48チャンネル使え、更にもうひとつのスタジオとも繋いでいたため96チャンネル使えたが、今更収録するのも面倒臭かったため「スタジオで使えるチャンネルは限られていて、君の歌を入れる場所はない」と嘘をつき、大槻を納得させたことを明かした。
- JASRACによる音楽独占管理が批判に上がる際、よく引き合いに出されるのが通称「オーケン事件」であった。自身が作詞した「高円寺心中」をエッセイに載せたところ、JASRACに歌詞の使用料を求められ[36]、しかも印税として還元されなかったという話である。大槻本人が「使用料を徴収されたことはない。都市伝説だと思う」と公式に否定している[37]。
- 冴島奈緒・結城ゆかり共演のアダルトビデオ「女教師の下着」（1989年4月24日、マドンナメイト）に生徒役で出演したことがある。絡みシーンはない。AV出演したことを宝島に掲載され、それが大槻ケンヂ本人であることを1989年6月28日の伊集院光のオールナイトニッポンにゲスト出演した際に告白している。
- オールナイトニッポンのパーソナリティーを担当した際、当初はプレッシャーから放送前に毎回のようにブロン液を一気飲みしたり、飲酒して放送していたと後に告白している[38]。
- 40代からギターを始めたが、それまで作曲は鼻歌とイメージをメンバーに聞いてもらいコードに起こしていた[39]。
- 漫画家・箱ミネコの同級生で、当時から面識があった[40]。
- 小沢健二の13分間以上にも及ぶ楽曲「天使たちのシーン」をカバーしている。歌詞に対するリスペクトが溢れすぎ、原曲をとどめないシャウト多用のアレンジとなっている[41]。

## バンド遍歴
- 筋肉少女帯（1982年 - 1999年、2006年 - ）
  - まんが道 (1989年)
  - 1980年代の筋肉少女帯（1998年）
  - 筋肉少女帯人間椅子 (2014年、2022年)
- 空手バカボン（1983年 - 1988年、2006年、2010年）
- 大日本仏像連合（1992年）
- ソロ（1995年 - 現在）
  - おーつきけんじとエマニエル5 (1993年)
  - UNDERGROUND SEARCHLIE（1998年）
  - 大槻ケンヂと橘高文彦（2006年）
  - 大槻ケンヂと絶望少女達（2007年 - 2011年, 2020年）
  - 大槻ケンヂとイヤホンズ (2016年)
  - オケミス(大槻ケンヂミステリ文庫)（2018年 - 現在）
  - 大槻ケンヂとめぐろ川たんていじむしょ (2020年)
- 特撮（2000年 - 現在）
- 電車（2001年 - 2004年、2014年 - 現在）

## 作品

### シングル
| 発売日         | 名義                                 | タイトル                          | カップリング                                                                          | 収録アルバム                    | 規格品番   | 備考 |
| -------------- | ------------------------------------ | --------------------------------- | ------------------------------------------------------------------------------------- | ------------------------------- | ---------- | --- |
| 1989年4月19日  | まんが道                             | ボヨヨンロック                    | ニコポン主義/ボヨヨンフォーク                                                         | 大公式2 (筋肉少女帯)            | 82004      | 内田雄一郎とのユニット。タイトル曲のボヨヨンロックには筋肉少女帯のメンバーが参加。                                                                   |
| 1993年7月21日  | おーつきけんじとエマニエル5          | コボちゃんグルー                  | コボちゃん音頭 〜Black Night〜                                                        | アルバム未収録                  | TFDC-28021 | アニメ『コボちゃん』のOP |
| 1995年2月22日  | 大槻ケンヂ                           | オンリー・ユー (ばちかぶりカバー) | カレーライス (遠藤賢司カバー)/天プラ (ザ・スターリンカバー)                           | ONLY YOU                        | MVDD-10011 | |
| 1995年6月21日  | 大槻ケンヂ                           | あのさぁ                          | 私はみまちゃん (バンド・バージョン)/オンリー・ユー (アンプラグド・ライブ・バージョン) | I STAND HERE FOR YOU            | MVDD-10015 | |
| 1996年8月7日   | 大槻ケンヂ                           | プカプカ (ザ・ディランIIカバー)   | パヤパヤ (ORIGINAL VERSION)                                                           | わたくしだから                  | MVDD-46    | |
| 2006年7月20日  | 大槻ケンヂと橘高文彦                 | 踊る赤ちゃん人間                  | 日本引きこもり協会のテーマ 〜featuring 小泉豊/踊るダメ人間2006                        | シーズン2 (筋肉少女帯)          | VICL-36098 | アニメ『NHKにようこそ!』のED |
| 2006年8月23日  | 大槻ケンヂ                           | GO!リュウケンドー                 | GO!リュウケンドー                                                                     | アルバム未収録                  | CTCR-40242 | 特撮テレビ番組『魔弾戦記リュウケンドー』のOP |
| 2007年8月22日  | 大槻ケンヂと絶望少女達               | 人として軸がぶれている            | 強引niマイYeah〜 (絶望少女達)                                                         | 絶望大殺界/5年後の世界          | KICM 3152  | アニメ『さよなら絶望先生』のOP、演奏は特撮、カップリングは絶望少女達。「絶望先生」OPに関しては同一メンバー。                                         |
| 2008年1月23日  | 大槻ケンヂと絶望少女達               | 空想ルンバ                        | 恋路ロマネスク (絶望少女達)                                                           | 絶望大殺界/5年後の世界          | KICM 3162  | アニメ『俗・さよなら絶望先生』のOP、演奏は特撮、カップリングは絶望少女達。元々は「俺の値段を誰が決めた」というタイトルだった、と本人が語っている。   |
| 2009年7月23日  | 大槻ケンヂと絶望少女達               | 林檎もぎれビーム!                 | きまぐれあくびちゃん                                                                  | 5年後の世界                     | KICM-3192  | アニメ『懺・さよなら絶望先生』のOP |
| 2011年10月22日 | 大槻ケンヂと絶望少女達               | メビウス荒野〜絶望伝説エピソード1 | アングラピープル サマー ホリディ 〜 2011版 (特撮)                                     | 5年後の世界                     | KICM-3230  | アニメ『さよなら絶望先生』のBlu-rayBOXシリーズのテーマソング、演奏は特撮。カップリングは特撮による「アングラピープルサマーホリディ」の2011年再録音。 |
| 2016年4月20日  | 大槻ケンヂとイヤホンズ               | 現象のブレイド                    | 現象のブレイド                                                                        | Some Dreams (イヤホンズ)        |            | 配信限定シングル、スマートフォン向けアクションRPG『BLADE -ブレイド 天から堕ちる千の刃-』テーマソング。                                               |
| 2020年6月17日  | 大槻ケンヂとめぐろ川たんていじむしょ | 愛がゆえゆえ                      | 愛がゆえゆえ                                                                          | かくしごと コンプリートアルバム | EYCA-12935 | アニメ『かくしごと』とのコラボCD |
| 2020年6月17日  | 大槻ケンヂと絶望少女達               | あれから (絶望少女達2020)         | あれから (絶望少女達2020)                                                             | かくしごと コンプリートアルバム | EYCA-12935 | アニメ『かくしごと』とのコラボCD |

### アルバム
| 発売日         | 名義                                 | タイトル                         | 収録曲 | 規格品番   | 備考                                                           |
| -------------- | ------------------------------------ | -------------------------------- | --- | ---------- | -------------------------------------------------------------- |
| 1995年3月8日   | 大槻ケンヂ                           | ONLY YOU                         | ONLY YOU | MVCD-19    | 1stソロフルアルバム、カバーアルバム                            |
| 1995年8月23日  | 大槻ケンヂ                           | I STAND HERE FOR YOU             | I STAND HERE FOR YOU | MVCD-26    | 2ndソロフルアルバム                                            |
| 1996年8月21日  | 大槻ケンヂ                           | わたくしだから                   | わたくしだから | MVCD-25002 | 3rdソロフルアルバム                                            |
| 1998年4月22日  | UNDERGROUND SEARCHLIE                | スケキヨ                         | スケキヨ | MVCH-19002 | ミニアルバム                                                   |
| 1998年5月21日  | UNDERGROUND SEARCHLIE                | アオヌマシズマ                   | アオヌマシズマ | MVCH-19003 | ミニアルバム                                                   |
| 1998年11月21日 | 大槻ケンヂ                           | THE BEST OF KENJI OHTSUKI        | 1. オンリー・ユー 2. ジェロニモ 3. ワインライダー・フォーエバー 4. プカプカ 5. あのさぁ 6. 海千山千 7. ののの唄 8. 天プラ 9. モンブランケーキ 10. もうがまんできない 11. 君は千手観音 12. タンゴ 13. 天使 14. がんばったがダメ 15. Guru              | MVCH-29025 | 1995年から1998年のベストアルバム                               |
| 1999年4月21日  | 大槻ケンヂ                           | 猫対犬〜オーケン・ソロベストR    | 1. とん平のヘイ・ユー・ブルース 2. 未青年 3. 僕の宗教へようこそ! 4. 私はみまちゃん 5. 横隔膜節 6. 猫見に行ったら犬がいた 7. オンリー・ユー 8. 恋人よ逃げよう世界はこわれたおもちゃだから 9. 高円寺心中 10. パヤパヤ 11. とん平のヘイ・ユー・ブルース | UGSCL-0002 | ライブアルバム                                                 |
| 2002年8月7日   | 大槻ケンヂ                           | 対自核-自己カヴァー              | 対自核-自己カヴァー | TKCA-72397 | セルフカバーアルバム                                           |
| 2004年07月21日 | 大槻ケンヂ・アンプラグド・セッション | プライベート・アンプラグド       | 1. 猫のリンナ 2. 町のスケッチ 3. 犬を手離す 4. 青ヒゲの兄弟の店 5. 香菜、頭をよくしてあげよう 6. 妖怪にご用心 7. おやすみ | PWCP-1008  | アンプラグドセルフカバーアルバム                               |
| 2008年12月10日 | 大槻ケンヂと絶望少女達               | かくれんぼか鬼ごっこよ           | かくれんぼか鬼ごっこよ | KICS-1411  | フルアルバム                                                   |
| 2009年4月22日  | 大槻ケンヂ                           | ミッドナイト・プラグレス・カフェ | ミッドナイト・プラグレス・カフェ | TKCA-73419 | セルフカバーアルバム                                           |
| 2009年         | 大槻ケンヂ                           | Sleep well tonight               | 1. なつみさん 2. リンナ 3. 搭上のリンナ 4. 屋上 5. ノゾミ・カナエ・タマエ 6. エリザベス・カラーの散文詩 7. ぼくらのロマン飛行 - 1〜5 リンウッド・テラスの心霊フィルムより - 6〜7 ゴシック＆ロリータ幻想劇場より                                      | OKAB-0001  | 自作小説朗読CD                                                 |
| 2017年         | 大槻ケンヂ                           | 弾き語り旅のラフな記録           | 1. 香菜、頭をよくしてあげよう 2. お別れの背景 3. おやすみ〜END 4. 日本印度化計画 5. 枕投げ営業 6. Guru 7. 揉み毬 8. 死んでゆく牛はモー 9. 蜘蛛の糸 10. あのさぁ 11. じゃあな                                                                         | OKEN-01    | ライブアルバム、ライブ会場限定発売                             |
| 2018年         | 大槻ケンヂ                           | 弾き語り旅のソフトな記録         | 1. 浜松MC1 2. 人間嫌いの歌 3. アザナエル 4. 夕焼け原風景 5. 浜松MC2 6. 人として軸がぶれている 7. サイコキラーズ・ラブ 8. テレパシー 9. 岡山MC1 10. ノゾミ・カナエ・タマエ 11. ヌイグルマー 12. Sweets 13. OUTSIDERS 14. 岡山MC2                      | OKEN-02    | ライブアルバム、ライブ会場限定発売                             |
| 2018年12月5日  | 大槻ケンヂミステリ文庫               | アウトサイダー・アート           | 1. 探偵はBARにいてGHOSTはブレインにいる 2. 退行催眠の夢 3. オーケンファイト 4. ぽえむ 5. 去り時 6. 美老人 7. スポンティニアス・コンバッション 8. タカトビ 9. 奇妙に過ぎるケース 10. 企画物AVの女                                                     | TKCA-74739 | ライブレコーディングアルバム                                   |
| 2021年3月24日  | オケミス                             | ロマンスグレイ                   | 1. レッツダンスロマンスグレイ 2. 大井競馬場 3. ライム 4. 人を泣かせる歌は 5. ニーナ 6. 業者霊 ピンポ〜ン 7. ハーレムの終わり 8. なんで怒るの? 9. 逃亡先 10. ワインライダー・フォーエバー (オケミス版)                                                | YZBT-10003 | 「大槻ケンヂミステリ文庫」から「オケミス」へ改名、フルアルバム |

### 映像作品
| 発売日         | 名義                 | タイトル                                                                       | 規格品番  |
| -------------- | -------------------- | ------------------------------------------------------------------------------ | --------- |
| 2006年10月27日 | 大槻ケンヂと橘高文彦 | 大槻ケンヂと橘高文彦ライブ ザ・仲直り! そしてその後の展開は? 筋肉少女帯 復活!? | LBID-18   |
| 2019年10月23日 | オケミス             | アウトサイダー・アート・ツアー・ファイナル 2019.02.06 duo MUSIC EXCHANGE       | BSUK-1014 |

### 参加作品
- ウッドストック、S伝説（1985年） - 巻上公一プロデュース『都に雨の降る如くII』（東芝EMI）に大槻モヨコ名義で田口トモロヲとのデュオ「チワワ」として参加。作曲は上野耕路&巻上公一。
- BRAIN BREAKERS - 大槻モヨコ名義で作詞、ヴォーカルで参加。「SHI-TA-I!! HOT MENUS-TEIYU CONNECTION'87」（capten records）収録
- シティロマンス（1987年） - ナゴム時代の盟友人生のシングル『LOVE』にゲストボーカルで参加。石野卓球との唯一の音源上の共演である。
- 田園に死す'93（1993年） - 寺山修司のトリビュートアルバム『失われたボールをもとめて 〜寺山修司トリビュート』収録。ボーカルとして。
- 不滅の男（1996年） - 遠藤賢司のトリビュートアルバム『プログレマン』収録。ボーカルとして。アルバムプロデュースはみうらじゅん。
- I SAY GOOD-BYE, SO GOOD-BYE（1997年） - 矢沢永吉のトリビュートアルバム『HOW TO BE BIG』収録。ボーカルとして。アルバムプロデュースは面影ラッキーホール。
- さらば相棒（1998年） -ARB のトリビュートアルバム『ARB COVERS』収録。ボーカルとして。
- METAL DRAGON（1998年） - カンフー映画の曲のメタル・カバー・アルバムにアルバム内唯一のオリジナル曲「メタル・ドラゴン」にボーカルとして。
- 俺は貴方に近づいているだろうか（2000年） - PlayStation 2用ソフト「バストアムーブ ダンスサミット2001」内の楽曲。「D.U.B. featuring 大槻ケンヂ」として。
- 鞄（2003年） - RIDER CHIPSのフィーチャリングボーカリストとして。
- 風の中のロックンロール（2004年） - ニューロティカのトリビュートアルバム『A.I COMPANY〜Tribute to NEW ROTE'KA〜』収録。ボーカルとして。
- 愛のまるやけ（2006年） - 有頂天のトリビュートアルバム『The Very Best Covers Of 有頂天』収録。ボーカルとして。
- 豚のご飯（2008年） - アルバム『絶望大殺界』収録。小林ゆうとのユニット「大槻ケンヂと木村カエレ」として。プロデュースはNARASAKI。
- プライド オブ アンダーグラウンド（2008年） -ポアロのアルバム『NO NEGATIVE, NO LIFE.』収録。『ポアロのあと何分あるの?』放送300回記念で作成された番組のテーマソング。作詞、作曲、feat.大槻ケンヂとして。
- あくびの戦士がふぁー（2008年） - パソコンゲーム『スマガ』の挿入歌。プロデュースはNARASAKI。同ゲームのサウンドトラック『Sumaga Music Galaxy』にフルサイズ収録。
- バンドブームとかそのころロック!（2009年） - 1980年代終盤から1990年代前半にかけてのバンドブームをキーワードにした、大槻ケンヂ監修のセレクト・アルバム。収録曲はアンジー、たま、JITTERIN' JINN、BUCK-TICKなどの全16曲。書き下ろしライナーノーツも収録。
- GO!!俺ら（2009年） - パソコンゲーム『スマガスペシャル』の挿入歌。同ゲームのサウンドトラック『Cosmic Disco』にフルサイズ収録。
- セルゲームのお知らせ（2010年）- ドラゴンボール改 98話挿入歌 『ドラゴンボール改 ORIGINAL SOUNDTRACK III』収録
- 再起動ダンディズム（2010年） - 『Crush Tears』のアルバム『Crush Tears I』収録。作詞、ゲストヴォーカルとして。
- チャージマン研〜COVER〜（2010年） - チャージマン研!のサウンドトラック&トリビュートアルバム『チャージマン研! Tribute to Soundtracks vol.1』収録。ボーカルとして。
- 神繰コミュニケイション（2011年） - らっぷびとのアルバム『RAP BLEND』収録。feat.大槻ケンヂとして。
- びっくりミルク（2011年） - 爆風スランプのトリビュートアルバム『We Love Bakufu Slump』収録。「謎のボーカリスト・サンプラザ高円寺くん」として。プロデュースはファンキー末吉。
- 次元跳躍シャンプーハット（2013年） - 家の裏でマンボウが死んでるPのアルバム『壊れた世界で花を抱く』収録。「Dr. 冠次」（CV:大槻ケンヂ）として。
- MASAKERU（2013年） - No Lie-Senseのアルバム『First Suicide Note』収録。ゲストヴォーカルとして。
- 戦争を知りたい子供たち（2014年） - アーバンギャルドのアルバム『鬱くしい国』収録。feat.大槻ケンヂとして。
- レッツゴー!ムッツゴー!〜6色の虹〜（2017年） - テレビアニメ『おそ松さん』の第2期エンディングテーマ。「早松66」バージョンのボーカルのひとりとして参加。また、作詞も担当。

## 楽曲提供
- 安達祐実
  - 「ちょっと来ちゃったアメリカよ」 作詞：大槻ケンヂ、作曲・編曲：朝本浩文
- 飯田里穂
  - 「片思い接近」 作詞：大槻ケンヂ、作曲：鈴木静那、編曲：清水哲平
- 上坂すみれ
  - 「パララックス・ビュー」作詞：大槻ケンヂ、作曲：NARASAKI、編曲：Sadesper Record　※アニメ『鬼灯の冷徹』エンディングテーマ
- カブキロックス
  - 「神智学無き戦い」作詞：大槻ケンヂ、作曲：網倉一也、編曲：カブキロックス　※アニメ『剣勇伝説YAIBA』エンディングテーマ
- 監獄男子（神谷浩史、小西克幸、鈴村健一、浪川大輔、興津和幸）
  - 「愛のプリズン」作詞：大槻ケンヂ、作曲：NARASAKI、編曲：河田貴央　※アニメ『監獄学園』オープニングテーマ
- 氣志團
  - 「チャオ〜傷だらけのバンドの旅」 作詞：大槻ケンヂ、作曲・編曲：NARASAKI
- Crush Tears
  - 「再起動ダンディズム」 作詞：大槻ケンヂ、作曲・編曲：NARASAKI
- 佐伯日菜子
  - 「冷たい月を抱く女」 作詞：大槻ケンヂ、作曲：中川孝・サティ、編曲：中川孝
- STARMARIE
  - 「ボクと少女霊媒師たち」 作詞：大槻ケンヂ、作曲・編曲：イノベイ
- 中川翔子
  - 「ヌイグルマーZ」 作詞：大槻ケンヂ、作曲：NARASAKI、編曲：特撮 （特撮の楽曲のカバー）　※映画『ヌイグルマーZ』主題歌
  - 「マリリン・マラソン」 作詞：大槻ケンヂ、作曲：NARASAKI、編曲：特撮 （特撮の楽曲のカバー）
  - 「遊星歯車機構」 作詞：大槻ケンヂ、作曲：NARASAKI、編曲：高橋竜
  - 「恋に新参!」 作詞：大槻ケンヂ、作曲・編曲：山田高弘　※アニメ『AKIBA'S TRIP -THE ANIMATION-』第7話エンディングテーマ
- 夏の魔物
  - 「バイバイトレイン」 作詞：大槻ケンヂ、作曲：YO-KING、編曲：ハジメタル
- 虹のコンキスタドール
  - 「レトルト〜華麗なる愛〜」 作詞：大槻ケンヂ、作曲：前山田健一、編曲：浅野尚志
- 野水いおり
  - 「球体関節人形の夜」 作詞：大槻ケンヂ、作曲：橘高文彦、編曲：橘高文彦、manzo
- 早川義夫
  - 「人間のバラード」作詞：大槻ケンヂ、作曲：大槻ケンヂ、筋肉少女帯、編曲：早川義夫（筋肉少女帯の楽曲のカバー）
- ひめキュンフルーツ缶
  - 「Wake up!眠りひめ」 作詞：大槻ケンヂ、作曲・編曲：橘高文彦
- ポアロ
  - 「おもちゃやめぐり」 作詞：大槻ケンヂ、作曲：本城聡章、筋肉少女帯、編曲：剱持満（筋肉少女帯の楽曲のカバー）
  - 「プライド・オブ・アンダーグラウンド」 作詞：大槻ケンヂ、作曲：大槻ケンヂ、編曲：水上裕規
- 細川ふみえ
  - 「おねむ派宣言ZZZ…」 作詞：大槻ケンヂ、作曲：白井良明・コモエスタ八重樫、編曲：白井良明
  - 「ポチに八つ当り」 作詞：大槻ケンヂ、作曲：グレート義太夫、編曲：佐山雅弘
- 松尾清憲
  - 「墜ちてゆく船」 作詞：大槻ケンヂ、作曲：鈴木慶一、編曲：かしぶち哲郎
- 水木一郎
  - 「かってに改造してもいいぜ」 作詞：大槻ケンヂ、作曲：NARASAKI、編曲：特撮 　※OVA『かってに改蔵』オープニングテーマ
  - 「ヌイグルマー」 作詞：大槻ケンヂ、作曲：NARASAKI、編曲：特撮 （特撮の楽曲のカバー）
- 宮村優子
  - 「電光合体レゴーマー」  作詞：大槻ケンヂ、作曲：田中公平、編曲：工藤隆
  - 「タマシー」 作詞：大槻ケンヂ、作曲・編曲：野村義男
  - 「〜ed 受動態」 作詞：大槻ケンヂ、作曲・編曲：高浪敬太郎
  - 「名探偵は人生を答えず」 作詞：大槻ケンヂ、作曲：関口和之、編曲：長谷部徹
- ももいろクローバーZ
  - 「労働讃歌」作詞：大槻ケンヂ、作曲・編曲：Ian Parton
- 山瀬まみ
  - 「恋人よ逃げよう世界はこわれたおもちゃだから!」 作詞：大槻ケンヂ、作曲：内田雄一郎、編曲：三柴理
- 有機生命体
  - 「クレーター〜食事のお礼〜」 作詞：大槻ケンヂ、作曲：イソリン、編曲：有機生命体
- 裕木奈江
  - 「ダレダレのブギ」 作詞：大槻ケンヂ、作曲：山崎ハコ、編曲：佐藤研二、川井健
- 妖精帝國
  - 「機械」 作詞：大槻ケンヂ、作曲：本城聡章、筋肉少女帯、編曲：橘尭葉、妖精帝國（筋肉少女帯の楽曲のカバー）
- LADYBABY
  - 「蓮華チャンス！」作詞：大槻ケンヂ、作曲・編曲：NARASAKI
- 月ノ美兎
  - 「浮遊感UFO」作詞：大槻ケンヂ、作曲・編曲：NARASAKI[43]

## 出演

### テレビ
- 筋少の深夜改造計画!（1989年 - 1990年、日本テレビ）
- 世界まる見え!テレビ特捜部（日本テレビ） - 1990年代前半に不定期出演
- モグラネグラ（1993年 - 1995年、テレビ東京）
- ボイズンガルズ（1994年 - 1995年、朝日放送）
- 日立 世界・ふしぎ発見!ミステリーハンター（TBS、第628回、第654回）
- ここがヘンだよ日本人（TBS） - 不定期出演
- うたばん（TBS） - 不定期出演
- タモリ倶楽部（テレビ朝日） - 不定期出演
- ヘビメタさん（テレビ東京、第2回・第8回・第11回・最終回）
- SRS（フジテレビ） - 不定期出演
- 真剣10代しゃべり場（NHK） - 不定期出演
- BSマンガ夜話（BS2） - 準レギュラー
- 私のこだわり人物伝「江戸川乱歩・幻影城へようこそ」ナビゲーター（2005年12月、NHK教育）
- 熱唱オンエアバトル特別審査員（2006年、NHK）
- ホレゆけ!スタア☆大作戦 〜まりもみ危機一髪!〜 #11ゲスト（2007年、YTVほか）
- 科学忍者隊ガッチャピン（2008年、BSフジ）
- 大槻ケンヂ〜のほほんRock'n'rollツアー（MONDO21）
- 全国統一・映画クイズ選手権（2012年、CS・SKY、スカチャン）
- 水道橋博士の80年代伝説（歌謡ポップスチャンネル）
- 大槻ケンヂの日本のほほん化計画（2013年 - 2015年、TwellV）
- ファミリー劇場開局20周年特別企画 新春緊急検証!〜ファミ劇でも20時間生放送やれんのか!?〜（2016年1月、ファミリー劇場）
- 緊急検証!2017年度版超新約黙示録〜第4回紅白オカルト合戦〜（ファミリー劇場）
- 緊急検証!終わりなき超常新年会2017〜今そこにあるオカルトの危機〜（ファミリー劇場）
- 緊急ペレストロイカ!オーケン&すみぺといっしょ!第4回紅白オカルト合戦（ファミリー劇場）
- しゃべくりDJ 大槻ケンヂのミュージックアワー!!（2018年、歌謡ポップスチャンネル）
- X年後の関係者たち 〜あのムーブメントの舞台裏〜「バンドブーム2時間SP」（2025年3月9日、BS-TBS）[44]

ほか多数

### テレビアニメ
- レックス・ザ・ラント（2001年、WOWOW） - ヘンテコ巡査 役
- 懺・さよなら絶望先生（2009年、BS11、AT-X他） - 本人 役[注 3]
- クイズとき子さん（2017年、中京テレビ） - お父ちゃん 役[45]
- 臨死!!江古田ちゃん（2019年、TOKYO MX、AT-X） - オーケン 役
- かくしごと（2020年、TOKYO MXほか）[46] - もりどくん 役

### ゲーム
- 火星物語（1998年） - ラディス・ランバート 役

### CM
「筋肉少女帯#タイアップ一覧」も参照
- カネボウフーズ（現・クラシエフーズ）「ホームラン軒」 - 関根潤三、 村田和美と共演
- マツダ・ファミリア（1994年） - 草刈正雄と鈴木杏樹と共演
- 資生堂「SPASH」（1994年）
- 吉野家（1994年） - 自転車に乗って吉野家キャンペーンを告知した
- キリンビバレッジ「きりり」（1996年） - 瀬戸朝香とアジャ・コングが出演しているバージョンのCMソングを担当
- ライオン「チャーミーV」（2000年）
- PlayStation 2専用ソフト『サルゲッチュ ミリオンモンキーズ』（2006年） - CMソングを担当
- サントリー「DAKARA」 - ブタのピグリンが健康について歌いながら踊っているバージョンのCMソングを担当
- キャドバリー「ストライド」 - CMソングとナレーションを担当
- 日産・ルークス（2011年） - CMソングとナレーションを担当
- アサヒ飲料「十六茶」（2012年 - 2015年） - ナレーションを担当
- ガンホー・オンライン・エンターテイメント「パズル&ドラゴンズ」（2014年 - 2015年） - CMソングを担当
- 日清ペットフード 「まぐろの達人」 「かつおの達人」（2017年） - CMソングを担当
- T-UP 「TVCMかいとりくん篇」（2018年） - CMソングを担当
- 任天堂 「ルイージマンション」（2018年） - ナレーションを担当
- アシェット・コレクションズ・ジャパン「江戸川乱歩と名作ミステリーの世界」（2023年2月14日 - ） -ミステリーの案内人として出演[47]

ほか

### テレビドラマ
- キモチいい恋したい!（1990年、フジテレビ） - 大槻正吉 役
- 古代少女隊ドグーンV（2010年10月、毎日放送） - 本人 役

### 映画
- ファンシィダンス（1989年、大映） - 硫一 役
- 彼女2 Kanojo No Jijyou（1990年） ※友情出演
- !［ai-ou］（1991年、東宝） - 谷口元 役
- TARO! TOKYO 魔界大戦（1991年） - 警備員 役
- ワンルーム・ストーリー（1991年） - 路上詩人 役 ※オムニバス作品。『ROOM No.3「いかしたベイビー」』
- RAMPO（1994年） - タクシー運転手 役 ※ゲスト出演
- 無頼平野 -昭和侠客外伝-（1995年） - 奇術師 役
- スーパーカミング（1995年）
- ジャングル大帝 劇場版（1997年） - 船員A 役 ※声優
- レックス・ザ・ラント（3）（2001年） - ※声優
- ステーシー （2001年） - 特別出演　※原作
- 人形劇　新・八犬伝　劇場版（2003年）※特典映像に出演
- アイデン&ティティ（2003年） - カメオ出演
- スーパーカミング　完全版（2003年）
- シベリア超特急5 （2005年） - 芥川龍太郎 役
- 怪奇!!幽霊スナック殴り込み（2006年） - のぞき魔 役
- 仮面ライダー平成ジェネレーションズ FINAL ビルド&エグゼイドwithレジェンドライダー（2017年） - 最上魁星 / カイザー[48] / バイカイザー 役
- 緊急検証! THE MOVIE ネッシーvsノストラダムスvsユリ・ゲラー（2019年1月11日、東北新社）
- 劇場編集版 かくしごと -ひめごとはなんですか-（2021年7月9日、エイベックス・ピクチャーズ） - もりどくん 役 ※声優

### オリジナルビデオ
- 女教師の下着（1989年） - バスケ少年 役 ※アダルトビデオ
- ザ・人面犬（1990年） - 司会者
- 空想科学任侠伝 極道忍者ドス竜（1990年） - ドス竜 役 ※主演
- バトルガール（1991年） - ガンマン 役
- 永井豪 漫画家生活25周年ビデオ「GO-V」（1992年） ※インタビュアー
- 企画DVD「インドカレー屋のテレビ」（2006年） ※コメンタリー

### ラジオ
- 大槻ケンヂとタマゴのキミっ（1996年4月 - 1997年3月、TBSラジオ）
- 大槻ケンヂのセニョール!セニョリータ!（1989年10月 - 1990年6月、ニッポン放送） - 『三宅裕司のヤングパラダイス』内、1990年4月からは『内海ゆたおの夜はドッカーン!』内の帯番組
- 大槻ケンヂのオールナイトニッポン（水曜1部・1988年10月 - 1989年4月 → 月曜1部・1990年6月 - 1991年10月、ニッポン放送）
  - オールナイトニッポンGOLD オールナイトニッポン45周年特別企画（2012年5月25日 22:00-23:50、ニッポン放送）
- デーモン・オーケンのラジオ巌流島（ニッポン放送『伊集院光のOh!デカナイト』内）
- オールナイトニッポンアゲイン（2007年3月11日、ニッポン放送）
- オーケンのマスター・オブ・サンダー・オブ・マスター!（2006年7月 - 9月、音泉）
- 上柳昌彦 ごごばん!（2010年6月30日 - 10月6日、ニッポン放送） - 水曜日2時のトークセッションパートナー
- 大槻ケンヂのオールナイトニッポンPremium（2018年1月 - 3月、金曜日19:00-20:50、ニッポン放送）
- そうよ!オーケンのどぼじでラジオ（1992年ごろ、東北放送）
- 大槻ケンヂのタングショー（2000年10月 - 2002年3月、CBCラジオ）
- 誠のサイキック青年団（ABCラジオ） - 年に1〜2回程度、ゲストとして

## 書籍

### 小説
- 新興宗教オモイデ教（1992年）
  - 処女小説。文庫版装画は丸尾末広。2007年に原田宇陀児によるライトノベル作品『新興宗教オモイデ教 外伝』シリーズ・全三作が小学館のガガガ文庫より出版されている。
- くるぐる使い（1994年）
  - 短編集。文庫版装画は高橋葉介。
  - 表題作「くるぐる使い」が第25回星雲賞日本短編部門受賞、吉川英治文学新人賞候補となった。2006年「ネムキ」にて大橋薫により漫画化。
  - 収録作の一つ「のの子の復讐ジグジグ」は「くるぐる使い」に続き第26回星雲賞日本短編部門受賞。
  - 筋肉少女帯のアルバム『UFOと恋人』に、収録短編と同じモチーフの楽曲が多数収録されている。
- ステーシー ―少女ゾンビ再殺談（1997年）
  - 単行本のイラストを担当した長田ノオトによって1998年に漫画化。
  - 友松直之監督により『STACY』の題で2001年に映画化。主演は加藤夏希。作者である大槻も特別出演。
  - 月蝕歌劇団により2004年に舞台化。
  - 作者である大槻自身の手による外伝短編が複数存在している。それら全てを併録した完全版として『ステーシーズ ―少女再殺全談』が2008年に角川文庫より発売。装画は富崎NORI。
  - 筋肉少女帯のアルバム『ステーシーの美術』に、「再殺部隊」や「リテイク」など本作とモチーフが共通とおぼしき楽曲が多数収録されている他、特撮でも「死人の海をただよう」のように世界観を共有している楽曲がある。
  - 末満健一の脚本・演出により『ステーシーズ 少女再殺歌劇』の題で2012年に舞台化。主演はモーニング娘。。
- リンダリンダラバーソール ―いかす!バンドブーム天国（2002年）
  - バンドブームを描いた、エッセイの要素が強い自伝的小説。
  - 喜安浩平の脚本・演出により2008年に舞台化。主演はAAAの西島隆弘。2009年には西島隆弘主演で再度、舞台化された。
- グミ・チョコレート・パイン（1993年 - 2003年）
  - 『グミ編』・『チョコ編』・『パイン編』から成る3部作。イラストは三作とも江口寿史が担当。
  - 当初は「半自伝的小説」としていたが、現在では作者本人が「自伝」という言葉を否定している。
  - 佐佐木勝彦・清水沢亮によって漫画化されている。
  - ナゴムレコードの主催であり、原作や漫画版でも登場人物のモデルとして登場しているケラリーノ・サンドロヴィッチ監督により2007年に映画化。主演は石田卓也と黒川芽以。ED曲は同じくナゴムレコードにメンバーが所属していた電気グルーヴの「少年ヤング」。
  - 未完の外伝「放浪編」あり。
- ロッキン・ホース・バレリーナ（2004年）
  - 特撮のミニアルバム『夏盤』に、本作のイメージソングが多数収録されている。装画は浅田弘幸。
- 大槻ケンヂ短編集「ゴスロリ幻想劇場」（2005年）
  - 短編集。ゴシック・アンド・ロリータやロリータ・ファッションの専門誌「Gothic & Lolita Bible」に連載されていた為、それらのファッション文化が作中に必ず登場する。装画は妖。
- ロコ!思うままに（2006年）
  - 短編集。特撮のベスト・アルバム（及び、その表題楽曲）と同名（作品たちの関係性は高くはない）。表紙イラストもアルバム・ジャケットと同じものを使用。
- 縫製人間ヌイグルマー（2006年）
  - 特撮の楽曲「戦え!ヌイグルマー」の歌詞を基にしている。イラストも「戦え!ヌイグルマー」が収録されているアルバム『ヌイグルマー』のジャケットを担当したD[diː]。
  - 井口昇監督によりヌイグルマーZの題で2014年に映画化。主演は中川翔子。
- 筋肉少女帯物語
  - 未完作品。1990年代の筋肉少女帯における出来事を綴った自伝小説。
- 神様のチョイスはKISS（2006年）
  - アンソロジー「kiss.」（ピュアフル文庫）に収録された作品。ほかの参加作家は伊藤たかみ、沢村鐵、前川麻子、あらいりゅうじ、風野潮、延江ローレン

### エッセイ
- オーケンののほほんと熱い国へ行く（1991年）
  - 生まれて初めて書き下ろした著書。
  - テレビの企画で訪れた初めてのインド旅行記とタイへの初めての一人旅の体験記。インド編とタイ編の2編で構成される。
- のほほん雑記帳（1992年）
- 行きそで行かないとこへ行こう（1992年）
- ボクはこんなことを考えている（1993年）
  - 超常現象、プロレス、少女の心理（不思議少女やバンドの追っかけ等）などを自身の体験談に絡めて論じるエッセイ。
- のほほん人間革命（1995年）
  - いわゆる「体験記」的体裁の文章が多いが、テーマがいささか風変わりである。
- オーケンののほほん日記1992-1995（1996年）
  - 装画は蛭子能収。
- エッセイ・SR311（1996年）
  - 文庫版では『猫を背負って街へ出ろ!』に改題。
- 大槻ケンヂのお蔵だし（1997年）
- わたくしだから（1998年）
  - 文庫版では『わたくしだから・改』に改題。シャーロック・ホームズが習得していた「バリツ」、またモリアーティ教授にホームズがかけた技の考察は本書による。
- オーケンののほほん日記ソリッド（1999年）
- オーケンの散歩マン旅マン（1999年）
- のほほんだけじゃだめかしら?（1999年）
- 90くん（2000年）
  - 文庫版では『90くんところがったあの頃』に改題。90年代のトピックを取り上げている。文庫版装画はみうらじゅん。
- 大槻ケンヂの読みだおれ ―大槻ケンヂのお蔵だしPart2（2001年）
  - 文庫版では『我が名は青春のエッセイドラゴン!』に改題。
- オーケンのめくるめく脱力旅の世界（2001年）
  - 単行本装画は喜国雅彦。
- 神菜、頭をよくしてあげよう（2003年）
  - 装画は羽海野チカ。
- オーケンの、私は変な映画を観た!!（2004年）
  - 文庫版では『変な映画を観た!!』に改題。
- 綿いっぱいの愛を!（2005年）
- 愛の履歴書（2005年）
- 暴いておやりよドルバッキー（2007年）
- 人として軸がブレている（2009年）
- オーケンの、私は変な映画を観た!! 2（2009年）
- 心の折れたエンジェル （2011年）
- オーケンの、このエッセイは手書きです（2013年）
- FOK46 突如40代でギター弾き語りを始めたらばの記（2014年）
  - 文庫版では『いつか春の日のどっかの町へ』に改題。
- おまけのいちにち（その連続）（2015年）
- ライブハウスの散歩者（2016年）

### 詩集
- リンウッド・テラスの心霊フィルム ―大槻ケンジ詩集（1990年）
  - 筋肉少女帯の楽曲の歌詞と、書き下ろしの掌編を収録。
  - 当時は詩人として活動する際は「大槻ケンジ」名義になる事を表明していた為、著者表記は誤植ではなく意図的な物である。文庫版では『リンウッド・テラスの心霊フィルム』に改題、新装文庫版からは著者表記も「大槻ケンヂ」となっている。
  - 書き下ろされた散文詩の一つ「なつみさん」は清水厚監督により『NATSUMISAN』の題で2005年に映画化。主演は香奈。
- 大槻ケンヂ全詩歌集「花火」（2003年）
  - デビュー15周年記念。インディーズ最初期から本作付属CDまで、今まで楽曲として使用された全詩歌を収録。
  - ただし特撮の楽曲「あの娘が遊びに来る前に」「やってんだかわからない美術館」の二作の歌詞は未収録となっている。

### 対談集
- 人生いろいろ 大槻ケンヂ人生対談集（1991年）
- 超常事件簿（1995年）
  - 大槻義彦と超常現象について語った対談集。
- 直撃!強くなりたい道!こんな経験、ボク初めてなんです（1996年）
  - 武道家との対談集。
- トンパチ（1997年）
  - プロレスラー・プロレス関係者との対談集。
- 偶像（アイドル）列伝 オーケンの私はあなたが好きでした（2000年）
  - 「BOMB」に連載された元アイドル達との対談集。
- 大槻ケンヂのザ・対談猫対犬（2002年）
  - 音楽雑誌「uv」に連載されたミュージシャンとの対談集。
ヴィジュアル系、オルタナティヴ・ロックの若手や、ニューロティカや水戸華之介などの旧友、果ては浅野忠信や陣内孝則、間寛平などの芸能人と、多彩な顔ぶれが並ぶ。
- オーケンのほほん学校（2005年）
  - 大槻が主宰しているイベント「のほほん学校」のベスト・トーク集。
- 激突!大槻ケンヂ対美女軍団（2007年）
  - 映画雑誌「映画秘宝」で連載された映画女優との対談集。
- 40代、職業・ロックミュージシャン　大人になってもドロップアウトし続けるためにキッチリ生きる、'80年代から爆走中、彼らに学ぶ「生きざま」の知恵（2013年）
  - 「週刊アスキー」で連載された40代のロックミュージシャンとの対談記事『R40』全261回から大槻自身がセレクトした44本をまとめたもの。
- 人生で大切なことはオカルトとプロレスが教えてくれた（2015年）
  - オカルト研究家「山口敏太郎」との対談集。

### その他
- デーモン・オーケンのハッスル巌流島（1994年）
  - 「デーモン・オーケンのラジオ巌流島」の番組本。
- 大槻ケンヂのプロレス・格闘技世紀の大凡戦（2005年）
- 筋肉少女帯自伝（2007年）
  - 活動再開後の筋肉少女帯メンバーとの共著。インタビュー形式。
- バンドマンの恋人になる方法（2007年）
- 女王様ナナカ（2008年）
  - 原作：大槻ケンヂ、漫画：西炯子。
  - 1993年「別冊少女コミック」特別増刊号「花林」に掲載。1996年に西炯子の同人誌として出版された。同人誌では、原作者である大槻の表記は「カレーライス師匠」となっていた。
  - 2007年に「月刊COMICリュウ」で連載再開。単行本が発売される。単行本では原作者表記は元に戻っている。
- 大槻ケンヂ20年間わりと全作品（2008年）
  - メジャーデビュー20周年記念。筋肉少女帯のアルバム『仏陀L』から、アニメ『さよなら絶望先生』のキャラクターソング・アルバム『絶望大殺界』まで、20年間に発表した作品を大槻本人が解説。
- 大槻ケンヂが語る江戸川乱歩 私のこだわり人物伝 （2010年）
- サブカルで食う 就職せず好きなことだけやって生きていく方法（2012年）

## 連載
- 大槻ケンヂ 窓から昭和が見える（2022年3月 - ） - 『昭和40年男』Vol.72より新連載
- そして奇妙な読書だけが残った - 『本の雑誌』